# Liste des chapelles de la Loire-Atlantique
La liste des chapelles de la Loire-Atlantique présente les chapelles de culte catholique situées sur le territoire des communes du départements français de la Loire-Atlantique.
Il est fait état des diverses protections dont elles peuvent bénéficier, et notamment les inscriptions et classements au titre des monuments historiques.
Toutes sont situées dans le diocèse de Nantes.

## Liste
| Chapelle                                                                              | Commune                      | Adresse | Coordonnées                        | Notice         | Protection                                                                            | Date | Illustration                                            |
| ------------------------------------------------------------------------------------- | ---------------------------- | ------- | ---------------------------------- | -------------- | ------------------------------------------------------------------------------------- | ---- | ------------------------------------------------------- |
| Chapelle funéraire d'Abbaretz                                                         | Abbaretz                     |         | 47° 33′ 08″ nord, 1° 31′ 45″ ouest |                |                                                                                       |      | Image manquante Téléverser                              |
| Chapelle Saint-Étienne d'Abbaretz                                                     | Abbaretz                     |         | 47° 33′ 07″ nord, 1° 32′ 07″ ouest |                |                                                                                       |      | Image manquante Téléverser                              |
| Chapelle Saint-Sauveur d'Aigrefeuille-sur-Maine                                       | Aigrefeuille-sur-Maine       |         | 47° 04′ 31″ nord, 1° 24′ 09″ ouest |                |                                                                                       |      | Image manquante Téléverser                              |
| Chapelle des Ursulines d'Ancenis                                                      | Ancenis-Saint-Géréon         |         | 47° 21′ 52″ nord, 1° 11′ 20″ ouest | « PA00108563 » | Classé MH                                                                             | 1990 | Chapelle des Ursulines d'Ancenis                        |
| Chapelle Gauvin                                                                       | Ancenis-Saint-Géréon         |         | 47° 23′ 54″ nord, 1° 10′ 37″ ouest |                |                                                                                       |      | Chapelle Gauvin                                         |
| Chapelle Notre-Dame-de-la-Délivrance d'Ancenis                                        | Ancenis-Saint-Géréon         |         | 47° 21′ 57″ nord, 1° 10′ 31″ ouest |                |                                                                                       |      | Chapelle Notre-Dame-de-la-Délivrance d'Ancenis          |
| Chapelle Saint-Michel de la Grillonnais                                               | Basse-Goulaine               |         | 47° 12′ 52″ nord, 1° 28′ 00″ ouest |                |                                                                                       |      | Chapelle Saint-Michel de la Grillonnais                 |
| Chapelle Notre-Dame-du-Mûrier                                                         | Batz-sur-Mer                 |         | 47° 16′ 36″ nord, 2° 28′ 50″ ouest | « PA00108567 » | Classé MH                                                                             | 1862 | Chapelle Notre-Dame-du-Mûrier                           |
| Chapelle Saint-Marc de Kervalet                                                       | Batz-sur-Mer                 |         | 47° 16′ 47″ nord, 2° 27′ 39″ ouest |                |                                                                                       |      | Chapelle Saint-Marc de Kervalet                         |
| Chapelle Saint-Second de Besné                                                        | Besné                        |         | 47° 24′ 13″ nord, 2° 05′ 14″ ouest |                |                                                                                       |      | Chapelle Saint-Second de Besné                          |
| Chapelle Saint-Roch de Blain                                                          | Blain                        |         | 47° 27′ 15″ nord, 1° 46′ 06″ ouest |                |                                                                                       |      | Chapelle Saint-Roch de Blain                            |
| Chapelle de Pont-Piétin                                                               | Blain                        |         | 47° 27′ 48″ nord, 1° 49′ 02″ ouest |                |                                                                                       |      | Chapelle de Pont-Piétin                                 |
| Chapelle de la Sénaigerie                                                             | Bouaye                       |         | 47° 08′ 07″ nord, 1° 40′ 48″ ouest |                |                                                                                       |      | Image manquante Téléverser                              |
| Chapelle Sainte-Anne de Rohars                                                        | Bouée                        |         | 47° 17′ 34″ nord, 1° 55′ 11″ ouest |                |                                                                                       |      | Chapelle Sainte-Anne de Rohars                          |
| Chapelle des Drouards du Breuil                                                       | Bouguenais                   |         | 47° 09′ 30″ nord, 1° 34′ 17″ ouest |                |                                                                                       |      | Image manquante Téléverser                              |
| Chapelle des philos du lycée Daniel-Brottier                                          | Bouguenais                   |         | 47° 11′ 08″ nord, 1° 35′ 06″ ouest |                |                                                                                       |      | Image manquante Téléverser                              |
| Chapelle du logis du Désert                                                           | Bouguenais                   |         | 47° 09′ 50″ nord, 1° 38′ 42″ ouest |                |                                                                                       |      | Image manquante Téléverser                              |
| Chapelle du lycée Daniel-Brottier                                                     | Bouguenais                   |         | 47° 11′ 13″ nord, 1° 35′ 06″ ouest |                |                                                                                       |      | Image manquante Téléverser                              |
| Chapelle Notre-Dame-des-Apôtres                                                       | Bouguenais                   |         | 47° 10′ 52″ nord, 1° 35′ 12″ ouest |                |                                                                                       |      | Image manquante Téléverser                              |
| Chapelle Saint-André de Bouvron                                                       | Bouvron                      |         | 47° 24′ 34″ nord, 1° 50′ 41″ ouest |                |                                                                                       |      | Chapelle Saint-André de Bouvron                         |
| Chapelle Saint-Julien du Grand-Momesson                                               | Bouvron                      |         | 47° 24′ 18″ nord, 1° 53′ 13″ ouest |                |                                                                                       |      | Chapelle Saint-Julien du Grand-Momesson                 |
| Chapelle de la Ducherais                                                              | Campbon                      |         | 47° 24′ 43″ nord, 1° 59′ 50″ ouest |                |                                                                                       |      | Image manquante Téléverser                              |
| Chapelle Sainte-Barbe de Magouët                                                      | Campbon                      |         | 47° 26′ 10″ nord, 1° 59′ 04″ ouest |                |                                                                                       |      | Image manquante Téléverser                              |
| Chapelle Saint-Victor de Campbon                                                      | Campbon                      |         | 47° 24′ 43″ nord, 1° 57′ 57″ ouest |                |                                                                                       |      | Chapelle Saint-Victor de Campbon                        |
| Chapelle de la Seilleraye                                                             | Carquefou                    |         | 47° 17′ 59″ nord, 1° 25′ 14″ ouest |                |                                                                                       |      | Image manquante Téléverser                              |
| Chapelle de Maubreuil                                                                 | Carquefou                    |         | 47° 17′ 51″ nord, 1° 27′ 57″ ouest |                |                                                                                       |      | Image manquante Téléverser                              |
| Chapelle de la Bauche                                                                 | Carquefou                    |         | 47° 17′ 01″ nord, 1° 29′ 25″ ouest |                |                                                                                       |      | Image manquante Téléverser                              |
| Chapelle abbatiale de la Madeleine                                                    | Carquefou                    |         | à géolocaliser                     |                |                                                                                       |      | Image manquante Téléverser                              |
| Chapelle de la Gouachère                                                              | Carquefou                    |         | à géolocaliser                     |                |                                                                                       |      | Image manquante Téléverser                              |
| Chapelle du cimetière de Casson                                                       | Casson                       |         | 47° 23′ 11″ nord, 1° 33′ 36″ ouest |                |                                                                                       |      | Image manquante Téléverser                              |
| Chapelle Notre-Dame-de-Recouvrance de Casson                                          | Casson                       |         | 47° 23′ 40″ nord, 1° 33′ 51″ ouest |                |                                                                                       |      | Chapelle Notre-Dame-de-Recouvrance de Casson            |
| Chapelle Sainte-Anne de Casson                                                        | Casson                       |         | 47° 23′ 08″ nord, 1° 33′ 36″ ouest |                |                                                                                       |      | Image manquante Téléverser                              |
| Chapelle de la Petite Sicaudais                                                       | Chaumes-en-Retz              |         | 47° 11′ 01″ nord, 1° 57′ 09″ ouest |                |                                                                                       |      | Image manquante Téléverser                              |
| Chapelle Saint-Vital d'Arthon-en-Retz                                                 | Chaumes-en-Retz              |         | 47° 11′ 43″ nord, 1° 59′ 08″ ouest |                |                                                                                       |      | Image manquante Téléverser                              |
| Chapelle du cimetière de Chéméré                                                      | Chaumes-en-Retz              |         | 47° 07′ 15″ nord, 1° 55′ 08″ ouest |                |                                                                                       |      | Chapelle du cimetière de Chéméré                        |
| Chapelle castrale du Rafflay                                                          | Château-Thébaud              |         | 47° 06′ 25″ nord, 1° 27′ 32″ ouest |                |                                                                                       |      | Image manquante Téléverser                              |
| Chapelle du Cours Saint Albert le Grand                                               | Château-Thébaud              |         | 47° 06′ 30″ nord, 1° 27′ 24″ ouest |                |                                                                                       |      | Image manquante Téléverser                              |
| Chapelle de l'ancien hôpital de Châteaubriant                                         | Châteaubriant                |         | 47° 43′ 15″ nord, 1° 22′ 43″ ouest |                |                                                                                       |      | Image manquante Téléverser                              |
| Chapelle des Ursulines du prieuré de Béré                                             | Châteaubriant                |         | 47° 43′ 27″ nord, 1° 23′ 11″ ouest |                |                                                                                       |      | Image manquante Téléverser                              |
| Chapelle Saint-Côme-et-Saint-Damien de Châteaubriant                                  | Châteaubriant                |         | 47° 43′ 12″ nord, 1° 22′ 27″ ouest |                |                                                                                       |      | Chapelle Saint-Côme-et-Saint-Damien de Châteaubriant    |
| Chapelle des Templiers                                                                | Clisson                      |         | 47° 04′ 49″ nord, 1° 16′ 32″ ouest | « PA00108587 » | Classé MH                                                                             | 1975 | Chapelle des Templiers                                  |
| Chapelle de la maison de retraite Jacques-Bertrand de Clisson                         | Clisson                      |         | 47° 05′ 17″ nord, 1° 17′ 04″ ouest |                |                                                                                       |      | Image manquante Téléverser                              |
| Chapelle castrale du Grand Pont Veix                                                  | Conquereuil                  |         | 47° 36′ 44″ nord, 1° 43′ 58″ ouest |                |                                                                                       |      | Chapelle castrale du Grand Pont Veix                    |
| Chapelle Notre-Dame-la-Blanche de Saint-Jean                                          | Corcoué-sur-Logne            |         | 46° 57′ 19″ nord, 1° 36′ 15″ ouest |                |                                                                                       |      | Image manquante Téléverser                              |
| Chapelle du château de la Ville-Jégu                                                  | Couffé                       |         | 47° 23′ 10″ nord, 1° 17′ 58″ ouest |                |                                                                                       |      | Image manquante Téléverser                              |
| Chapelle Saint-Blaise de Saint-Blais                                                  | Couëron                      |         | 47° 15′ 06″ nord, 1° 42′ 25″ ouest |                |                                                                                       |      | Image manquante Téléverser                              |
| Chapelle Saint-Michel de Derval                                                       | Derval                       |         | 47° 40′ 08″ nord, 1° 39′ 32″ ouest |                |                                                                                       |      | Chapelle Saint-Michel de Derval                         |
| Chapelle Saint-Simon de Saint-Simon (Loire-Atlantique)                                | Divatte-sur-Loire            |         | 47° 17′ 21″ nord, 1° 22′ 22″ ouest |                |                                                                                       |      | Chapelle Saint-Simon de Saint-Simon (Loire-Atlantique)  |
| Chapelle de Bonne-Nouvelle de Donges                                                  | Donges                       |         | 47° 19′ 13″ nord, 2° 02′ 34″ ouest |                |                                                                                       |      | Chapelle de Bonne-Nouvelle de Donges                    |
| Chapelle de la Feuvrais                                                               | Erbray                       |         | 47° 41′ 29″ nord, 1° 21′ 32″ ouest |                |                                                                                       |      | Image manquante Téléverser                              |
| Chapelle Notre-Dame-de-Liesse des Landelles                                           | Erbray                       |         | 47° 40′ 13″ nord, 1° 21′ 44″ ouest |                |                                                                                       |      | Chapelle Notre-Dame-de-Liesse des Landelles             |
| Chapelle Sainte-Madeleine de la Madeleine                                             | Fay-de-Bretagne              |         | 47° 24′ 49″ nord, 1° 47′ 04″ ouest |                |                                                                                       |      | Image manquante Téléverser                              |
| Chapelle Saint-Apollinaire de la Violaye                                              | Fay-de-Bretagne              |         | 47° 25′ 32″ nord, 1° 45′ 56″ ouest |                |                                                                                       |      | Image manquante Téléverser                              |
| Chapelle Notre-Dame-du-Rosaire de Freigné                                             | Freigné                      |         | 47° 32′ 57″ nord, 1° 07′ 07″ ouest |                |                                                                                       |      | Image manquante Téléverser                              |
| Chapelle Saint-Germain de Saint-Germain (Loire-Atlantique)                            | Freigné                      |         | 47° 33′ 17″ nord, 1° 07′ 00″ ouest |                |                                                                                       |      | Image manquante Téléverser                              |
| Chapelle de la Madeleine de la Madeleine                                              | Fégréac                      |         | 47° 34′ 58″ nord, 2° 02′ 37″ ouest |                |                                                                                       |      | Image manquante Téléverser                              |
| Chapelle des Saints-Anges-Gardiens de Villeberte                                      | Fégréac                      |         | 47° 34′ 41″ nord, 2° 03′ 25″ ouest |                |                                                                                       |      | Image manquante Téléverser                              |
| Chapelle Notre-Dame-de-Bonsecours, Saint-Julien-et-Saint-Eutrope de Barrisset         | Fégréac                      |         | 47° 34′ 08″ nord, 2° 01′ 40″ ouest |                |                                                                                       |      | Image manquante Téléverser                              |
| Chapelle Saint-Armel de la Touche Saint-Armel                                         | Fégréac                      |         | 47° 34′ 05″ nord, 2° 00′ 08″ ouest |                |                                                                                       |      | Image manquante Téléverser                              |
| Chapelle Saint-Jacques du Bellion                                                     | Fégréac                      |         | 47° 35′ 56″ nord, 2° 05′ 23″ ouest |                |                                                                                       |      | Chapelle Saint-Jacques du Bellion                       |
| Chapelle Saint-Joseph de la Touche Saint-Joseph                                       | Fégréac                      |         | 47° 35′ 55″ nord, 2° 04′ 49″ ouest |                |                                                                                       |      | Chapelle Saint-Joseph de la Touche Saint-Joseph         |
| Chapelle Notre-Dame-de-Bon-Secours du Grand Auvais                                    | Grand-Auverné                |         | 47° 35′ 41″ nord, 1° 17′ 30″ ouest |                |                                                                                       |      | Image manquante Téléverser                              |
| Chapelle Sainte-Anne de la Bauche                                                     | Grand-Auverné                |         | 47° 33′ 40″ nord, 1° 17′ 10″ ouest |                |                                                                                       |      | Image manquante Téléverser                              |
| Chapelle Notre-Dame-des-Fontaines du Davray                                           | Grandchamp-des-Fontaines     |         | 47° 21′ 44″ nord, 1° 36′ 39″ ouest |                |                                                                                       |      | Image manquante Téléverser                              |
| Chapelle Notre-Dame du Cougou                                                         | Guenrouet                    |         | 47° 32′ 40″ nord, 2° 00′ 35″ ouest |                |                                                                                       |      | Image manquante Téléverser                              |
| Chapelle Saint-Sébastien de Bolhet                                                    | Guenrouet                    |         | 47° 29′ 16″ nord, 1° 59′ 19″ ouest |                |                                                                                       |      | Image manquante Téléverser                              |
| Chapelle Saint-Georges de Penfao                                                      | Guémené-Penfao               |         | 47° 36′ 11″ nord, 1° 47′ 45″ ouest | « PA44000032 » | Inscrit MH                                                                            | 2004 | Chapelle Saint-Georges de Penfao                        |
| Chapelle Sainte-Anne de Lessaints de Guémené-Penfao                                   | Guémené-Penfao               |         | 47° 36′ 30″ nord, 1° 44′ 40″ ouest |                |                                                                                       |      | Chapelle Sainte-Anne de Lessaints de Guémené-Penfao     |
| Chapelle Saint-Marc de Juzet                                                          | Guémené-Penfao               |         | 47° 37′ 37″ nord, 1° 47′ 05″ ouest |                |                                                                                       |      | Image manquante Téléverser                              |
| Chapelle Saint-Yves de Saint-Yves (Loire-Atlantique)                                  | Guémené-Penfao               |         | 47° 39′ 04″ nord, 1° 53′ 05″ ouest |                |                                                                                       |      | Image manquante Téléverser                              |
| Chapelle Notre-Dame-la-Blanche de Guérande                                            | Guérande                     |         | 47° 19′ 39″ nord, 2° 25′ 50″ ouest | « PA00108617 » | Classé MH                                                                             | 1910 | Chapelle Notre-Dame-la-Blanche de Guérande              |
| Chapelle Saint-Matthieu de Careil                                                     | Guérande                     |         | 47° 17′ 48″ nord, 2° 24′ 11″ ouest |                |                                                                                       |      | Chapelle Saint-Matthieu de Careil                       |
| Chapelle Sainte-Catherine-d'Alexandrie de Clis                                        | Guérande                     |         | 47° 20′ 07″ nord, 2° 27′ 53″ ouest |                |                                                                                       |      | Chapelle Sainte-Catherine-d'Alexandrie de Clis          |
| Chapelle Saint-Michel de Guérande                                                     | Guérande                     |         | 47° 19′ 29″ nord, 2° 25′ 15″ ouest |                |                                                                                       |      | Image manquante Téléverser                              |
| Chapelle de l'hôpital intercommunal de Guérande                                       | Guérande                     |         | 47° 19′ 31″ nord, 2° 25′ 24″ ouest |                |                                                                                       |      | Image manquante Téléverser                              |
| Chapelle du manoir de Colveux                                                         | Guérande                     |         | 47° 19′ 17″ nord, 2° 26′ 42″ ouest |                |                                                                                       |      | Image manquante Téléverser                              |
| Chapelle du petit séminaire de Guérande                                               | Guérande                     |         | 47° 19′ 28″ nord, 2° 25′ 12″ ouest |                |                                                                                       |      | Chapelle du petit séminaire de Guérande                 |
| Chapelle Notre-Dame-de-la-Salette de Saillé                                           | Guérande                     |         | 47° 17′ 42″ nord, 2° 25′ 50″ ouest |                |                                                                                       |      | Chapelle Notre-Dame-de-la-Salette de Saillé             |
| Chapelle Saint-Armel de Guérande                                                      | Guérande                     |         | 47° 19′ 32″ nord, 2° 25′ 45″ ouest |                |                                                                                       |      | Chapelle Saint-Armel de Guérande                        |
| Chapelle Saint-Armel de Guérande                                                      | Guérande                     |         | 47° 19′ 32″ nord, 2° 25′ 45″ ouest |                |                                                                                       |      | Chapelle Saint-Armel de Guérande                        |
| Chapelle de Bissin                                                                    | Guérande                     |         | 47° 18′ 58″ nord, 2° 23′ 46″ ouest |                |                                                                                       |      | Image manquante Téléverser                              |
| Chapelle de l'Ecole Saint Jean-Baptiste                                               | Guérande                     |         | 47° 19′ 36″ nord, 2° 26′ 00″ ouest |                |                                                                                       |      | Chapelle de l'Ecole Saint Jean-Baptiste                 |
| Chapelle de l'Hôpital (Faubourg St Michel)                                            | Guérande                     |         | à géolocaliser                     |                |                                                                                       |      | Image manquante Téléverser                              |
| Chapelle Saint Nicolas de Guérande                                                    | Guérande                     |         | à géolocaliser                     |                |                                                                                       |      | Image manquante Téléverser                              |
| Chapelle Saint Thomas de Guérande                                                     | Guérande                     |         | 47° 19′ 11″ nord, 2° 24′ 43″ ouest |                |                                                                                       |      | Image manquante Téléverser                              |
| Chapelle Sainte Barbe de Guérande                                                     | Guérande                     |         | 47° 21′ 15″ nord, 2° 26′ 08″ ouest |                |                                                                                       |      | Image manquante Téléverser                              |
| Chapelle Saint-Jean de Guérande                                                       | Guérande                     |         | 47° 19′ 36″ nord, 2° 25′ 44″ ouest |                |                                                                                       |      | Chapelle Saint-Jean de Guérande                         |
| Chapelle Notre-Dame de Recouvrance de Gétigné                                         | Gétigné                      |         | 47° 04′ 40″ nord, 1° 14′ 18″ ouest |                |                                                                                       |      | Image manquante Téléverser                              |
| Chapelle Notre-Dame-de-Toutes-Aides de Gétigné                                        | Gétigné                      |         | 47° 05′ 12″ nord, 1° 16′ 05″ ouest |                |                                                                                       |      | Chapelle Notre-Dame-de-Toutes-Aides de Gétigné          |
| Chapelle de la Vierge-Marie de la Bonnaudière                                         | Haute-Goulaine               |         | 47° 12′ 47″ nord, 1° 25′ 57″ ouest |                |                                                                                       |      | Image manquante Téléverser                              |
| Chapelle Saint-Martin de Tours de Haute-Goulaine                                      | Haute-Goulaine               |         | 47° 11′ 23″ nord, 1° 25′ 27″ ouest |                |                                                                                       |      | Image manquante Téléverser                              |
| Chapelle Notre-Dame-la-Blanche d'Herbignac                                            | Herbignac                    |         | 47° 26′ 53″ nord, 2° 19′ 08″ ouest |                |                                                                                       |      | Image manquante Téléverser                              |
| Chapelle du cimetière de Héric                                                        | Héric                        |         | 47° 24′ 52″ nord, 1° 38′ 58″ ouest |                |                                                                                       |      | Chapelle du cimetière de Héric                          |
| Chapelle Notre-Dame-du-Bon-Secours de Héric                                           | Héric                        |         | 47° 24′ 46″ nord, 1° 39′ 09″ ouest |                |                                                                                       |      | Chapelle Notre-Dame-du-Bon-Secours de Héric             |
| Chapelle du château de Beaulieu                                                       | Héric                        |         | 47° 24′ 46″ nord, 1° 39′ 09″ ouest |                |                                                                                       |      | Chapelle du château de Beaulieu                         |
| Chapelle de Monpais                                                                   | Issé                         |         | 47° 37′ 02″ nord, 1° 29′ 18″ ouest |                |                                                                                       |      | Image manquante Téléverser                              |
| Chapelle Sainte-Anne de La Baule-Escoublac                                            | La Baule-Escoublac           |         | 47° 16′ 58″ nord, 2° 23′ 30″ ouest |                |                                                                                       |      | Chapelle Sainte-Anne de La Baule-Escoublac              |
| Chapelle Notre-Dame-du-Sacré-Cœur de La Baule-Escoublac                               | La Baule-Escoublac           |         | 47° 17′ 01″ nord, 2° 24′ 37″ ouest |                |                                                                                       |      | Image manquante Téléverser                              |
| Chapelle Sainte-Bernadette de La Baule-Escoublac                                      | La Baule-Escoublac           |         | 47° 16′ 39″ nord, 2° 20′ 27″ ouest |                |                                                                                       |      | Image manquante Téléverser                              |
| Chapelle Sainte-Anne de la Saudraie                                                   | La Baule-Escoublac           |         | 47° 17′ 53″ nord, 2° 20′ 56″ ouest |                |                                                                                       |      | Image manquante Téléverser                              |
| Chapelle Saint-Pierre-ès-Liens de la Chapelle-Basse-Mer                               | La Chapelle-Basse-Mer        |         | 47° 15′ 56″ nord, 1° 19′ 57″ ouest |                |                                                                                       |      | Image manquante Téléverser                              |
| Chapelle de la maison de retraite de La Chapelle-sur-Erdre                            | La Chapelle-sur-Erdre        |         | à géolocaliser                     |                |                                                                                       |      | Image manquante Téléverser                              |
| Chapelle Notre-Dame-des-Ombres des Huguetières                                        | La Chevrolière               |         | 47° 04′ 55″ nord, 1° 33′ 33″ ouest |                |                                                                                       |      | Image manquante Téléverser                              |
| Chapelle de la Vierge de la Fleurancellerie                                           | La Regrippière               |         | 47° 11′ 07″ nord, 1° 10′ 47″ ouest |                |                                                                                       |      | Chapelle de la Vierge de la Fleurancellerie             |
| Chapelle de la Vierge de la Fleurancellerie                                           | La Regrippière               |         | 47° 11′ 07″ nord, 1° 10′ 47″ ouest |                |                                                                                       |      | Chapelle de la Vierge de la Fleurancellerie             |
| Chapelle Saint-Michel-des-Bois de La Roche-Blanche                                    | La Roche-Blanche             |         | 47° 26′ 32″ nord, 1° 07′ 23″ ouest |                |                                                                                       |      | Chapelle Saint-Michel-des-Bois de La Roche-Blanche      |
| Chapelle de Pen-Bron                                                                  | La Turballe                  |         | 47° 18′ 12″ nord, 2° 30′ 46″ ouest |                |                                                                                       |      | Chapelle de Pen-Bron                                    |
| Chapelle Saint-Méen du Cellier                                                        | Le Cellier                   |         | 47° 20′ 23″ nord, 1° 18′ 37″ ouest |                |                                                                                       |      | Chapelle Saint-Méen du Cellier                          |
| Chapelle du Crucifix du Croisic                                                       | Le Croisic                   |         | 47° 17′ 02″ nord, 2° 30′ 19″ ouest | « PA00108598 » | Inscrit MH                                                                            | 1952 | Chapelle du Crucifix du Croisic                         |
| Chapelle Saint-Goustan du Croisic                                                     | Le Croisic                   |         | 47° 18′ 04″ nord, 2° 31′ 36″ ouest | « PA00108601 » | Classé MH                                                                             | 1840 | Chapelle Saint-Goustan du Croisic                       |
| Chapelle de la colonie Jeanne-d'Arc du Croisic                                        | Le Croisic                   |         | 47° 17′ 16″ nord, 2° 31′ 36″ ouest |                |                                                                                       |      | Image manquante Téléverser                              |
| Chapelle de l'ancien hôpital du Croisic                                               | Le Croisic                   |         | 47° 17′ 36″ nord, 2° 30′ 49″ ouest |                |                                                                                       |      | Chapelle de l'ancien hôpital du Croisic                 |
| Chapelle Notre-Dame des Lauriers du Croisic                                           | Le Croisic                   |         | 47° 17′ 33″ nord, 2° 30′ 53″ ouest |                |                                                                                       |      | Chapelle Notre-Dame des Lauriers du Croisic             |
| Chapelle de la Magdelaine du Gâvre                                                    | Le Gâvre                     |         | 47° 31′ 53″ nord, 1° 46′ 36″ ouest |                |                                                                                       |      | Chapelle de la Magdelaine du Gâvre                      |
| Chapelle Sainte-Anne du Pallet                                                        | Le Pallet                    |         | 47° 08′ 10″ nord, 1° 19′ 51″ ouest | « PA00108766 » | Inscrit MH                                                                            | 1941 | Chapelle Sainte-Anne du Pallet                          |
| Chapelle de la Chauffetière                                                           | Le Pellerin                  |         | 47° 12′ 11″ nord, 1° 46′ 54″ ouest |                |                                                                                       |      | Image manquante Téléverser                              |
| Chapelle du château de la Cossonnière                                                 | Le Pellerin                  |         | 47° 12′ 04″ nord, 1° 48′ 16″ ouest |                |                                                                                       |      | Image manquante Téléverser                              |
| Chapelle de Penchâteau                                                                | Le Pouliguen                 |         | 47° 16′ 05″ nord, 2° 25′ 26″ ouest | « PA00108779 » | Inscrit MH                                                                            | 1925 | Chapelle de Penchâteau                                  |
| Chapelle Notre-Dame-de-Toutes-Vertus du Temple-de-Bretagne                            | Le Temple-de-Bretagne        |         | 47° 19′ 45″ nord, 1° 47′ 51″ ouest |                |                                                                                       |      | Image manquante Téléverser                              |
| Chapelle des Visitandines de Legé                                                     | Legé                         |         | 46° 53′ 13″ nord, 1° 35′ 39″ ouest |                |                                                                                       |      | Chapelle des Visitandines de Legé                       |
| Chapelle Notre-Dame-de-la-Pitié de Legé                                               | Legé                         |         | 46° 53′ 07″ nord, 1° 35′ 55″ ouest |                |                                                                                       |      | Chapelle Notre-Dame-de-la-Pitié de Legé                 |
| Chapelle Saint-Jean-Baptiste de Prigny                                                | Les Moutiers-en-Retz         |         | 46° 53′ 07″ nord, 1° 35′ 55″ ouest | « PA00108648 » | Inscrit MH                                                                            | 2016 | Chapelle Saint-Jean-Baptiste de Prigny                  |
| Chapelle castrale de la Bauche Drouet                                                 | Les Sorinières               |         | 47° 08′ 54″ nord, 1° 31′ 13″ ouest |                |                                                                                       |      | Image manquante Téléverser                              |
| Chapelle de la Chatterie                                                              | Les Sorinières               |         | 47° 08′ 37″ nord, 1° 30′ 41″ ouest |                |                                                                                       |      | Image manquante Téléverser                              |
| Chapelle de Bon-Acquêt                                                                | Les Sorinières               |         | 47° 08′ 58″ nord, 1° 30′ 02″ ouest |                |                                                                                       |      | Image manquante Téléverser                              |
| Chapelle du Fayau                                                                     | Ligné                        |         | 47° 26′ 05″ nord, 1° 22′ 21″ ouest |                |                                                                                       |      | Image manquante Téléverser                              |
| Chapelle Saint-Mathurin de Ligné                                                      | Ligné                        |         | 47° 24′ 40″ nord, 1° 22′ 29″ ouest |                |                                                                                       |      | Chapelle Saint-Mathurin de Ligné                        |
| Chapelle Notre-Dame de la Vesquerie                                                   | Loireauxence                 |         | 47° 28′ 21″ nord, 0° 58′ 59″ ouest |                |                                                                                       |      | Image manquante Téléverser                              |
| Chapelle du cimetière de Machecoul                                                    | Machecoul-Saint-Même         |         | 46° 59′ 58″ nord, 1° 49′ 53″ ouest |                |                                                                                       |      | Image manquante Téléverser                              |
| Chapelle du couvent du Calvaire de Machecoul                                          | Machecoul-Saint-Même         |         | 46° 59′ 36″ nord, 1° 49′ 06″ ouest |                |                                                                                       |      | Image manquante Téléverser                              |
| Chapelle Sainte-Marie-Madeleine de Quinquenevent                                      | Machecoul-Saint-Même         |         | 46° 57′ 36″ nord, 1° 52′ 58″ ouest | « PA00108638 » | Classé MH                                                                             | 1997 | Chapelle Sainte-Marie-Madeleine de Quinquenevent        |
| Chapelle de l'hospice de Machecoul                                                    | Machecoul-Saint-Même         |         | 46° 59′ 42″ nord, 1° 49′ 20″ ouest |                |                                                                                       |      | Image manquante Téléverser                              |
| Chapelle Saint-Benoît de Massérac                                                     | Massérac                     |         | 47° 40′ 25″ nord, 1° 54′ 58″ ouest |                |                                                                                       |      | Chapelle Saint-Benoît de Massérac                       |
| Chapelle du cimetière de Maumusson                                                    | Maumusson                    |         | 47° 28′ 58″ nord, 1° 06′ 07″ ouest |                |                                                                                       |      | Image manquante Téléverser                              |
| Chapelle des Sœurs de la Charité de la Présentation-de-la-Vierge de Mauves-sur-Loire  | Mauves-sur-Loire             |         | 47° 17′ 48″ nord, 1° 23′ 38″ ouest |                |                                                                                       |      | Image manquante Téléverser                              |
| Chapelle Notre-Dame de Merquel                                                        | Mesquer                      |         | 47° 25′ 10″ nord, 2° 28′ 05″ ouest |                |                                                                                       |      | Chapelle Notre-Dame de Merquel                          |
| Chapelle Saint-Louis de Quimiac                                                       | Mesquer                      |         | 47° 24′ 33″ nord, 2° 28′ 48″ ouest |                |                                                                                       |      | Chapelle Saint-Louis de Quimiac                         |
| Chapelle funéraire des Montaigu de Missillac                                          | Missillac                    |         | 47° 29′ 03″ nord, 2° 09′ 25″ ouest |                |                                                                                       |      | Image manquante Téléverser                              |
| Chapelle Notre-Dame-de-l'Immaculée du Tertre                                          | Missillac                    |         | 47° 29′ 06″ nord, 2° 09′ 28″ ouest |                |                                                                                       |      | Image manquante Téléverser                              |
| Chapelle Sainte-Luce de la Haye-Eder                                                  | Missillac                    |         | 47° 28′ 26″ nord, 2° 13′ 24″ ouest |                |                                                                                       |      | Image manquante Téléverser                              |
| Chapelle Saint-Laurent de Saint-Laurent (Loire-Atlantique)                            | Missillac                    |         | 47° 30′ 51″ nord, 2° 06′ 39″ ouest |                |                                                                                       |      | Image manquante Téléverser                              |
| Chapelle Saint-Vincent de la chapelle-Vincent                                         | Moisdon-la-Rivière           |         | 47° 37′ 04″ nord, 1° 22′ 20″ ouest |                |                                                                                       |      | Image manquante Téléverser                              |
| Chapelle Saint-Marcellin de Mouais                                                    | Mouais                       |         | 47° 41′ 48″ nord, 1° 38′ 33″ ouest |                |                                                                                       |      | Image manquante Téléverser                              |
| Chapelle du manoir des Hommeaux                                                       | Mouzeil                      |         | 47° 26′ 04″ nord, 1° 18′ 38″ ouest |                |                                                                                       |      | Image manquante Téléverser                              |
| Chapelle de Tacon                                                                     | Mésanger                     |         | 47° 24′ 56″ nord, 1° 15′ 05″ ouest |                |                                                                                       |      | Image manquante Téléverser                              |
| Chapelle Notre-Dame-de-Bonsecours de Nantes                                           | Nantes                       |         | 47° 12′ 48″ nord, 1° 33′ 13″ ouest | « PA00108655 » | Inscrit MH Les façades et les toitures                                                | 1984 | Chapelle Notre-Dame-de-Bonsecours de Nantes             |
| Chapelle Notre-Dame-de-l'Immaculée-Conception de Nantes                               | Nantes                       |         | 47° 13′ 06″ nord, 1° 32′ 47″ ouest | « PA00108850 » | Inscrit MH                                                                            | 1991 | Chapelle Notre-Dame-de-l'Immaculée-Conception de Nantes |
| Chapelle Saint-Étienne de Nantes                                                      | Nantes                       |         | 47° 13′ 45″ nord, 1° 32′ 30″ ouest | « PA00108656 » | Inscrit MH                                                                            | 1984 | Chapelle Saint-Étienne de Nantes                        |
| Chapelle de l'Oratoire de Nantes                                                      | Nantes                       |         | 47° 13′ 09″ nord, 1° 32′ 54″ ouest | « PA00108665 » | Classé MH Les façades et toitures ; la chapelle dite de l'Oratoire, qui y est incluse | 1952 | Chapelle de l'Oratoire de Nantes                        |
| Chapelle castrale de la Chantrerie                                                    | Nantes                       |         | 47° 17′ 08″ nord, 1° 31′ 30″ ouest |                |                                                                                       |      | Chapelle castrale de la Chantrerie                      |
| Chapelle de la Bienheureuse-Vierge-Marie du lycée Françoise-d'Amboise                 | Nantes                       |         | 47° 13′ 03″ nord, 1° 34′ 10″ ouest |                |                                                                                       |      | Image manquante Téléverser                              |
| Chapelle de la congrégation de la Sainte-Famille de Nantes                            | Nantes                       |         | 47° 13′ 11″ nord, 1° 35′ 08″ ouest |                |                                                                                       |      | Image manquante Téléverser                              |
| Chapelle de la maison de retraite de la Grande-Providence de Nantes                   | Nantes                       |         | 47° 13′ 20″ nord, 1° 32′ 39″ ouest |                |                                                                                       |      | Image manquante Téléverser                              |
| Chapelle de la maison de retraite du Bon-Pasteur de Nantes                            | Nantes                       |         | 47° 13′ 46″ nord, 1° 32′ 41″ ouest |                |                                                                                       |      | Image manquante Téléverser                              |
| Chapelle de la maison de retraite Notre-Dame-du-Chêne de Nantes                       | Nantes                       |         | 47° 12′ 01″ nord, 1° 35′ 09″ ouest |                |                                                                                       |      | Image manquante Téléverser                              |
| Chapelle de la maison de retraite Saint-Joseph de Nantes                              | Nantes                       |         | 47° 13′ 23″ nord, 1° 32′ 35″ ouest |                |                                                                                       |      | Image manquante Téléverser                              |
| Chapelle de Launay-Violette                                                           | Nantes                       |         | à géolocaliser                     |                |                                                                                       |      | Image manquante Téléverser                              |
| Chapelle de l'hôpital Saint-Jacques de Nantes                                         | Nantes                       |         | 47° 11′ 50″ nord, 1° 32′ 14″ ouest |                |                                                                                       |      | Chapelle de l'hôpital Saint-Jacques de Nantes           |
| Chapelle des Sœurs de l'Espérance de Nantes                                           | Nantes                       |         | 47° 13′ 12″ nord, 1° 33′ 55″ ouest |                |                                                                                       |      | Image manquante Téléverser                              |
| Chapelle du collège Victor-Hugo de Nantes                                             | Nantes                       |         | 47° 13′ 22″ nord, 1° 33′ 32″ ouest |                |                                                                                       |      | Image manquante Téléverser                              |
| Chapelle du lycée Clemenceau de Nantes                                                | Nantes                       |         | 47° 13′ 05″ nord, 1° 32′ 40″ ouest |                |                                                                                       |      | Image manquante Téléverser                              |
| Chapelle du couvent de Marie-Réparatrice de Nantes                                    | Nantes                       |         | 47° 13′ 00″ nord, 1° 34′ 09″ ouest |                |                                                                                       |      | Image manquante Téléverser                              |
| Chapelle du couvent des Capucins de Nantes                                            | Nantes                       |         | 47° 13′ 33″ nord, 1° 33′ 46″ ouest |                |                                                                                       |      | Image manquante Téléverser                              |
| Chapelle du monastère du Carmel de Nantes                                             | Nantes                       |         | 47° 13′ 43″ nord, 1° 32′ 44″ ouest |                |                                                                                       |      | Image manquante Téléverser                              |
| Chapelle du monastère Sainte-Claire de Saint-Pasquier                                 | Nantes                       |         | 47° 13′ 31″ nord, 1° 33′ 40″ ouest |                |                                                                                       |      | Image manquante Téléverser                              |
| Chapelle du séminaire Saint-Jean de Nantes                                            | Nantes                       |         | 47° 14′ 00″ nord, 1° 34′ 16″ ouest |                |                                                                                       |      | Chapelle du séminaire Saint-Jean de Nantes              |
| Chapelle des Jésuites de Nantes                                                       | Nantes                       |         | 47° 12′ 56″ nord, 1° 33′ 48″ ouest |                |                                                                                       |      | Chapelle des Jésuites de Nantes                         |
| Chapelle Sainte-Anne de la maison de retraite des Petites Sœurs des Pauvres de Nantes | Nantes                       |         | 47° 13′ 29″ nord, 1° 33′ 38″ ouest |                |                                                                                       |      | Image manquante Téléverser                              |
| Chapelle des Franciscains de Nantes                                                   | Nantes                       |         | 47° 12′ 55″ nord, 1° 34′ 30″ ouest |                |                                                                                       |      | Chapelle des Franciscains de Nantes                     |
| Chapelle Saint-Marc de Nantes                                                         | Nantes                       |         | 47° 13′ 27″ nord, 1° 32′ 32″ ouest |                |                                                                                       |      | Image manquante Téléverser                              |
| Chapelle Notre-Dame-de-Bonne-Garde de Nantes                                          | Nantes                       |         | 47° 11′ 45″ nord, 1° 32′ 10″ ouest |                |                                                                                       |      | Chapelle Notre-Dame-de-Bonne-Garde de Nantes            |
| Chapelle de La Persagotière                                                           | Nantes                       |         | 47° 11′ 34″ nord, 1° 32′ 19″ ouest |                |                                                                                       |      | Chapelle de La Persagotière                             |
| Chapelle de l'Hôtel-Dieu de Nantes                                                    | Nantes                       |         | 47° 12′ 38″ nord, 1° 33′ 18″ ouest |                |                                                                                       |      | Image manquante Téléverser                              |
| Chapelle de la congrégation de la Sainte-Famille de Nantes                            | Nantes                       |         | à géolocaliser                     |                |                                                                                       |      | Image manquante Téléverser                              |
| Chapelle Sainte-Catherine de Nantes                                                   | Nantes                       |         | 47° 12′ 51″ nord, 1° 33′ 23″ ouest |                |                                                                                       |      | Image manquante Téléverser                              |
| Chapelle de l'Hôtel-Dieu de Nort-sur-Erdre                                            | Nort-sur-Erdre               |         | à géolocaliser                     |                |                                                                                       |      | Image manquante Téléverser                              |
| Chapelle du manoir de la Gazoire                                                      | Nort-sur-Erdre               |         | 47° 25′ 00″ nord, 1° 32′ 59″ ouest |                |                                                                                       |      | Chapelle du manoir de la Gazoire                        |
| Chapelle du Pas Durand                                                                | Nort-sur-Erdre               |         | 47° 29′ 06″ nord, 1° 30′ 17″ ouest |                |                                                                                       |      | Image manquante Téléverser                              |
| Chapelle du château de Port-Mulon                                                     | Nort-sur-Erdre               |         | 47° 25′ 51″ nord, 1° 29′ 51″ ouest |                |                                                                                       |      | Chapelle du château de Port-Mulon                       |
| Chapelle de Limerdin                                                                  | Nozay                        |         | 47° 35′ 37″ nord, 1° 35′ 53″ ouest |                |                                                                                       |      | Image manquante Téléverser                              |
| Chapelle Saint-Saturnin du Vieux Bourg                                                | Nozay                        |         | 47° 33′ 59″ nord, 1° 36′ 57″ ouest | « PA00108762 » | Classé MH                                                                             | 1989 | Chapelle Saint-Saturnin du Vieux Bourg                  |
| Chapelle castrale de la Tour                                                          | Orvault                      |         | 47° 17′ 15″ nord, 1° 37′ 32″ ouest |                |                                                                                       |      | Image manquante Téléverser                              |
| Chapelle Notre-Dame des Anges d'Orvault                                               | Orvault                      |         | 47° 16′ 30″ nord, 1° 38′ 12″ ouest |                |                                                                                       |      | Chapelle Notre-Dame des Anges d'Orvault                 |
| Chapelle Saint-René du Bois Raguenet                                                  | Orvault                      |         | 47° 16′ 08″ nord, 1° 35′ 53″ ouest |                |                                                                                       |      | Image manquante Téléverser                              |
| Chapelle Saint-Stéphane de la Bugallière                                              | Orvault                      |         | 47° 15′ 42″ nord, 1° 37′ 46″ ouest |                |                                                                                       |      | Image manquante Téléverser                              |
| Chapelle Saint-Sébastien de Piriac-sur-Mer                                            | Piriac-sur-Mer               |         | 47° 22′ 03″ nord, 2° 30′ 59″ ouest |                |                                                                                       |      | Chapelle Saint-Sébastien de Piriac-sur-Mer              |
| Chapelle de Fresnay                                                                   | Plessé                       |         | 47° 33′ 11″ nord, 1° 53′ 32″ ouest | « PA44000015 » | Inscrit MH                                                                            | 1997 | Image manquante Téléverser                              |
| Chapelle de la Bauche Tue Loup                                                        | Pont-Saint-Martin            |         | 47° 08′ 18″ nord, 1° 33′ 07″ ouest |                |                                                                                       |      | Image manquante Téléverser                              |
| Chapelle castrale de Casso                                                            | Pontchâteau                  |         | 47° 29′ 12″ nord, 2° 05′ 26″ ouest |                |                                                                                       |      | Image manquante Téléverser                              |
| Vieille chapelle de Pontchâteau                                                       | Pontchâteau                  |         | 47° 26′ 35″ nord, 2° 08′ 12″ ouest |                |                                                                                       |      | Vieille chapelle de Pontchâteau                         |
| Chapelle Notre-Dame du Rosaire de Pontchâteau                                         | Pontchâteau                  |         | 47° 26′ 30″ nord, 2° 08′ 19″ ouest |                |                                                                                       |      | Chapelle Notre-Dame du Rosaire de Pontchâteau           |
| Chapelle Notre-Dame-de-Bon-Secours de Pornic                                          | Pornic                       |         | 47° 06′ 57″ nord, 2° 06′ 06″ ouest |                |                                                                                       |      | Chapelle Notre-Dame-de-Bon-Secours de Pornic            |
| Chapelle Sainte-Anne de Pornichet                                                     | Pornichet                    |         | 47° 15′ 27″ nord, 2° 20′ 30″ ouest |                |                                                                                       |      | Chapelle Sainte-Anne de Pornichet                       |
| Chapelle Notre-Dame-des-Grèves                                                        | Pornichet                    |         | 47° 16′ 11″ nord, 2° 20′ 59″ ouest |                |                                                                                       |      | Image manquante Téléverser                              |
| Chapelle Sainte-Marguerite de Pornichet                                               | Pornichet                    |         | 47° 14′ 38″ nord, 2° 18′ 49″ ouest |                |                                                                                       |      | Image manquante Téléverser                              |
| Chapelle du château de Grandville                                                     | Port-Saint-Père              |         | 47° 08′ 28″ nord, 1° 45′ 27″ ouest |                |                                                                                       |      | Chapelle du château de Grandville                       |
| Chapelle Saint-Gildas-et-Notre-Dame de Préfailles                                     | Préfailles                   |         | 47° 07′ 43″ nord, 2° 13′ 11″ ouest |                |                                                                                       |      | Image manquante Téléverser                              |
| Chapelle Notre-Dame de Planté                                                         | Quilly                       |         | 47° 27′ 48″ nord, 1° 55′ 34″ ouest |                |                                                                                       |      | Chapelle Notre-Dame de Planté                           |
| Chapelle Garreau de Remouillé                                                         | Remouillé                    |         | 47° 03′ 18″ nord, 1° 22′ 31″ ouest |                |                                                                                       |      | Chapelle Garreau de Remouillé                           |
| Chapelle Sainte-Marguerite du Champ du Pont                                           | Remouillé                    |         | 47° 03′ 23″ nord, 1° 22′ 23″ ouest |                |                                                                                       |      | Image manquante Téléverser                              |
| Chapelle Saint-Lupien de Rezé                                                         | Rezé                         |         | 47° 11′ 31″ nord, 1° 33′ 56″ ouest | « PA00108782 » | Classé MH                                                                             | 1986 | Chapelle Saint-Lupien de Rezé                           |
| Chapelle de la Chaussée                                                               | Rezé                         |         | 47° 10′ 37″ nord, 1° 31′ 30″ ouest |                |                                                                                       |      | Image manquante Téléverser                              |
| Chapelle du château de la Balinière                                                   | Rezé                         |         | 47° 10′ 58″ nord, 1° 33′ 08″ ouest |                |                                                                                       |      | Image manquante Téléverser                              |
| Chapelle des Templiers de Saint-Aubin-des-Châteaux                                    | Saint-Aubin-des-Châteaux     |         | 47° 43′ 08″ nord, 1° 29′ 08″ ouest |                |                                                                                       |      | Chapelle des Templiers de Saint-Aubin-des-Châteaux      |
| Chapelle de la maison de retraite des sœurs de Saint-Gildas de Saint-Gildas-des-Bois  | Saint-Gildas-des-Bois        |         | 47° 30′ 57″ nord, 2° 02′ 13″ ouest |                |                                                                                       |      | Image manquante Téléverser                              |
| Chapelle de l'Immaculée-Conception de la Ferme École                                  | Saint-Gildas-des-Bois        |         | 47° 29′ 10″ nord, 2° 02′ 41″ ouest |                |                                                                                       |      | Image manquante Téléverser                              |
| Chapelle des Sœurs de Saint-Gildas de Saint-Gildas-des-Bois                           | Saint-Gildas-des-Bois        |         | 47° 30′ 59″ nord, 2° 02′ 10″ ouest |                |                                                                                       |      | Image manquante Téléverser                              |
| Chapelle du manoir de la Garotterie                                                   | Saint-Herblain               |         | 47° 13′ 32″ nord, 1° 36′ 27″ ouest |                |                                                                                       |      | Image manquante Téléverser                              |
| Chapelle de Bethléem de Saint-Jean-de-Boiseau                                         | Saint-Jean-de-Boiseau        |         | 47° 11′ 44″ nord, 1° 43′ 54″ ouest | « PA00108800 » | Classé MH                                                                             | 1911 | Chapelle de Bethléem de Saint-Jean-de-Boiseau           |
| Chapelle Notre-Dame-de-Lorette de Boiseau                                             | Saint-Jean-de-Boiseau        |         | 47° 11′ 36″ nord, 1° 42′ 00″ ouest |                |                                                                                       |      | Image manquante Téléverser                              |
| Chapelle Notre-Dame-de-Bon-Secours de Saint-Joachim                                   | Saint-Joachim                |         | 47° 22′ 55″ nord, 2° 12′ 01″ ouest |                |                                                                                       |      | Image manquante Téléverser                              |
| Chapelle Saint-François de Saint-Joachim                                              | Saint-Joachim                |         | 47° 22′ 41″ nord, 2° 11′ 06″ ouest |                |                                                                                       |      | Image manquante Téléverser                              |
| Chapelle Saint-Barthélemy de Saint-Julien-de-Concelles                                | Saint-Julien-de-Concelles    |         | 47° 15′ 28″ nord, 1° 21′ 38″ ouest | « PA00108806 » | Inscrit MH                                                                            | 1925 | Chapelle Saint-Barthélemy de Saint-Julien-de-Concelles  |
| Chapelle Notre-Dame-de-Léard de la Guénéterie                                         | Saint-Julien-de-Concelles    |         | 47° 14′ 41″ nord, 1° 26′ 18″ ouest |                |                                                                                       |      | Image manquante Téléverser                              |
| Chapelle Sainte-Catherine de la Meslerie                                              | Saint-Julien-de-Concelles    |         | 47° 14′ 55″ nord, 1° 23′ 52″ ouest |                |                                                                                       |      | Chapelle Sainte-Catherine de la Meslerie                |
| Chapelle Sainte-Anne de Saint-Julien-de-Vouvantes                                     | Saint-Julien-de-Vouvantes    |         | 47° 38′ 29″ nord, 1° 14′ 06″ ouest |                |                                                                                       |      | Image manquante Téléverser                              |
| Chapelle Saint-Louis de Saint-Lumine-de-Clisson                                       | Saint-Lumine-de-Clisson      |         | 47° 05′ 07″ nord, 1° 19′ 40″ ouest |                |                                                                                       |      | Chapelle Saint-Louis de Saint-Lumine-de-Clisson         |
| Chapelle du prieuré de Saint-Symphorien                                               | Saint-Lumine-de-Coutais      |         | 47° 02′ 22″ nord, 1° 43′ 18″ ouest |                |                                                                                       |      | Image manquante Téléverser                              |
| Chapelle Notre-Dame-du-Châtellier de Saint-Lumine-de-Coutais                          | Saint-Lumine-de-Coutais      |         | 47° 03′ 25″ nord, 1° 43′ 30″ ouest |                |                                                                                       |      | Image manquante Téléverser                              |
| Chapelle Sainte-Anne de Tharon-Plage                                                  | Saint-Michel-Chef-Chef       |         | 47° 10′ 04″ nord, 2° 09′ 48″ ouest |                |                                                                                       |      | Chapelle Sainte-Anne de Tharon-Plage                    |
| Chapelle Saint-Germain de Saint-Molf                                                  | Saint-Molf                   |         | 47° 23′ 37″ nord, 2° 25′ 22″ ouest |                |                                                                                       |      | Chapelle Saint-Germain de Saint-Molf                    |
| Chapelle des Franciscains de Saint-Nazaire                                            | Saint-Nazaire                |         | 47° 16′ 22″ nord, 2° 12′ 43″ ouest |                |                                                                                       |      | Image manquante Téléverser                              |
| Chapelle Notre-Dame-de-Toutes-Aides de Saint-Nazaire                                  | Saint-Nazaire                |         | 47° 17′ 00″ nord, 2° 13′ 07″ ouest |                |                                                                                       |      | Image manquante Téléverser                              |
| Chapelle Sainte-Thérèse d'Herbins                                                     | Saint-Nazaire                |         | 47° 17′ 29″ nord, 2° 12′ 13″ ouest |                |                                                                                       |      | Chapelle Sainte-Thérèse d'Herbins                       |
| Chapelle de Saint-Nicolas-de-Redon                                                    | Saint-Nicolas-de-Redon       |         | 47° 38′ 40″ nord, 2° 03′ 51″ ouest |                |                                                                                       |      | Image manquante Téléverser                              |
| Chapelle Sainte-Anne du Cour de Rotz                                                  | Saint-Nicolas-de-Redon       |         | 47° 36′ 37″ nord, 2° 04′ 31″ ouest |                |                                                                                       |      | Image manquante Téléverser                              |
| Chapelle Saint-Joseph de la Provotaie                                                 | Saint-Nicolas-de-Redon       |         | 47° 39′ 25″ nord, 2° 01′ 52″ ouest |                |                                                                                       |      | Image manquante Téléverser                              |
| Chapelle de la communauté Saint-François de Saint-Philbert-de-Grand-Lieu              | Saint-Philbert-de-Grand-Lieu |         | 47° 02′ 07″ nord, 1° 38′ 37″ ouest |                |                                                                                       |      | Image manquante Téléverser                              |
| Chapelle Lamoricière de Saint-Philbert-de-Grand-Lieu                                  | Saint-Philbert-de-Grand-Lieu |         | 47° 02′ 06″ nord, 1° 38′ 31″ ouest |                |                                                                                       |      | Image manquante Téléverser                              |
| Chapelle du Port Boissinot                                                            | Saint-Philbert-de-Grand-Lieu |         | 47° 02′ 03″ nord, 1° 36′ 32″ ouest |                |                                                                                       |      | Image manquante Téléverser                              |
| Chapelle Saint-François des Jamonnières                                               | Saint-Philbert-de-Grand-Lieu |         | 47° 02′ 24″ nord, 1° 41′ 27″ ouest |                |                                                                                       |      | Image manquante Téléverser                              |
| Chapelle Saint-Sulpice de Saint-Sulpice-des-Landes                                    | Saint-Sulpice-des-Landes     |         | 47° 35′ 00″ nord, 1° 11′ 30″ ouest | « PA00108822 » | Classé MH                                                                             | 1977 | Chapelle Saint-Sulpice de Saint-Sulpice-des-Landes      |
| Chapelle Saint-Clément du Grand Coiscault                                             | Saint-Sulpice-des-Landes     |         | 47° 34′ 06″ nord, 1° 14′ 12″ ouest |                |                                                                                       |      | Chapelle Saint-Clément du Grand Coiscault               |
| Chapelle funéraire Michelez                                                           | Saint-Sulpice-des-Landes     |         | 47° 46′ 06″ nord, 1° 37′ 20″ ouest |                |                                                                                       |      | Chapelle funéraire Michelez                             |
| Chapelle de la Savarière                                                              | Saint-Sébastien-sur-Loire    |         | 47° 12′ 31″ nord, 1° 29′ 28″ ouest | « PA00108820 » | Inscrit MH                                                                            | 1986 | Chapelle de la Savarière                                |
| Chapelle de la Gibraye                                                                | Saint-Sébastien-sur-Loire    |         | 47° 12′ 26″ nord, 1° 31′ 02″ ouest |                |                                                                                       |      | Image manquante Téléverser                              |
| Chapelle des Harengs                                                                  | Saint-Sébastien-sur-Loire    |         | 47° 12′ 09″ nord, 1° 31′ 06″ ouest |                |                                                                                       |      | Image manquante Téléverser                              |
| Chapelle du Moulin-Neuf                                                               | Saint-Sébastien-sur-Loire    |         | 47° 12′ 25″ nord, 1° 30′ 33″ ouest |                |                                                                                       |      | Image manquante Téléverser                              |
| Chapelle de La Persagotière                                                           | Saint-Sébastien-sur-Loire    |         | 47° 11′ 34″ nord, 1° 32′ 19″ ouest |                |                                                                                       |      | Chapelle de La Persagotière                             |
| Chapelle de la Robertière                                                             | Saint-Sébastien-sur-Loire    |         | 47° 12′ 09″ nord, 1° 31′ 36″ ouest |                |                                                                                       |      | Image manquante Téléverser                              |
| Chapelle du château du Pé au Midy                                                     | Saint-Viaud                  |         | 47° 15′ 39″ nord, 1° 59′ 28″ ouest |                |                                                                                       |      | Image manquante Téléverser                              |
| Chapelle Sainte-Madeleine de la Magdeleine                                            | Saint-Vincent-des-Landes     |         | 47° 39′ 19″ nord, 1° 30′ 30″ ouest |                |                                                                                       |      | Chapelle Sainte-Madeleine de la Magdeleine              |
| Chapelle Sainte-Anne de Sainte-Anne-sur-Brivet                                        | Sainte-Anne-sur-Brivet       |         | 47° 27′ 37″ nord, 2° 00′ 08″ ouest |                |                                                                                       |      | Chapelle Sainte-Anne de Sainte-Anne-sur-Brivet          |
| Chapelle Saint-Lomer de Saint-Lomer                                                   | Sainte-Anne-sur-Brivet       |         | 47° 26′ 50″ nord, 2° 01′ 46″ ouest |                |                                                                                       |      | Chapelle Saint-Lomer de Saint-Lomer                     |
| Chapelle castrale de la Haie                                                          | Sainte-Luce-sur-Loire        |         | 47° 15′ 55″ nord, 1° 28′ 01″ ouest |                |                                                                                       |      | Chapelle castrale de la Haie                            |
| Chapelle de La Nobilière                                                              | Sainte-Luce-sur-Loire        |         | à géolocaliser                     |                |                                                                                       |      | Image manquante Téléverser                              |
| Chapelle du Petit Plessis                                                             | Sainte-Luce-sur-Loire        |         | 47° 14′ 49″ nord, 1° 28′ 12″ ouest |                |                                                                                       |      | Image manquante Téléverser                              |
| Chapelle du cimetière de Sainte-Reine-de-Bretagne                                     | Sainte-Reine-de-Bretagne     |         | 47° 26′ 37″ nord, 2° 11′ 28″ ouest |                |                                                                                       |      | Image manquante Téléverser                              |
| Chapelle Notre-Dame de Bongarant                                                      | Sautron                      |         | 47° 16′ 42″ nord, 1° 41′ 48″ ouest | « PA00108825 » | Inscrit MH                                                                            | 1969 | Chapelle Notre-Dame de Bongarant                        |
| Chapelle du château des Croix                                                         | Sautron                      |         | 47° 16′ 26″ nord, 1° 40′ 14″ ouest |                |                                                                                       |      | Image manquante Téléverser                              |
| Chapelle de l'hôpital de Savenay                                                      | Savenay                      |         | 47° 21′ 22″ nord, 1° 56′ 25″ ouest |                |                                                                                       |      | Image manquante Téléverser                              |
| Chapelle Saint-Éloi de la forge de la Hunaudière                                      | Sion-les-Mines               |         | 47° 42′ 43″ nord, 1° 31′ 54″ ouest |                |                                                                                       |      | Chapelle Saint-Éloi de la forge de la Hunaudière        |
| Chapelle de la Petite Benaudais                                                       | Soudan                       |         | 47° 42′ 17″ nord, 1° 16′ 48″ ouest |                |                                                                                       |      | Image manquante Téléverser                              |
| Chapelle Saint-Barthélemy du prieuré du Dougilard                                     | Soudan                       |         | 47° 44′ 34″ nord, 1° 16′ 20″ ouest |                |                                                                                       |      | Chapelle Saint-Barthélemy du prieuré du Dougilard       |
| Chapelle Saint-Fiacre des Ponts                                                       | Soulvache                    |         | 47° 49′ 56″ nord, 1° 28′ 26″ ouest |                |                                                                                       |      | Image manquante Téléverser                              |
| Chapelle de Nay                                                                       | Sucé-sur-Erdre               |         | 47° 18′ 50″ nord, 1° 31′ 53″ ouest |                |                                                                                       |      | Image manquante Téléverser                              |
| Chapelle Notre-Dame de Madoux                                                         | Sévérac                      |         | 47° 33′ 27″ nord, 2° 04′ 05″ ouest |                |                                                                                       |      | Image manquante Téléverser                              |
| Chapelle Saint-Michel du Rocher de la Vache                                           | Sévérac                      |         | 47° 32′ 40″ nord, 2° 03′ 04″ ouest |                |                                                                                       |      | Chapelle Saint-Michel du Rocher de la Vache             |
| Chapelle du château de la Guibourgère                                                 | Teillé                       |         | 47° 29′ 08″ nord, 1° 17′ 54″ ouest |                |                                                                                       |      | Chapelle du château de la Guibourgère                   |
| Chapelle Notre-Dame de Fréligné                                                       | Touvois                      |         | 46° 53′ 27″ nord, 1° 42′ 18″ ouest |                |                                                                                       |      | Image manquante Téléverser                              |
| Chapelle de la Fleuriais                                                              | Treffieux                    |         | 47° 36′ 48″ nord, 1° 31′ 14″ ouest |                |                                                                                       |      | Chapelle de la Fleuriais                                |
| Chapelle Notre-Dame-des-Dons du Bois des Dons                                         | Treillières                  |         | 47° 18′ 21″ nord, 1° 37′ 33″ ouest |                |                                                                                       |      | Image manquante Téléverser                              |
| Chapelle Saint-Germain de Vay                                                         | Vay                          |         | 47° 33′ 22″ nord, 1° 41′ 55″ ouest |                |                                                                                       |      | Chapelle Saint-Germain de Vay                           |
| Chapelle de la Bauche Malo                                                            | Vertou                       |         | 47° 08′ 25″ nord, 1° 29′ 10″ ouest |                |                                                                                       |      | Chapelle de la Bauche Malo                              |
| Chapelle castrale du château de la Frémoire                                           | Vertou                       |         | 47° 09′ 15″ nord, 1° 28′ 30″ ouest |                |                                                                                       |      | Image manquante Téléverser                              |
| Chapelle de la Bastière                                                               | Vertou                       |         | 47° 08′ 55″ nord, 1° 27′ 22″ ouest |                |                                                                                       |      | Image manquante Téléverser                              |
| Chapelle de la Ville au Blanc                                                         | Vertou                       |         | 47° 10′ 59″ nord, 1° 27′ 06″ ouest |                |                                                                                       |      | Image manquante Téléverser                              |
| Chapelle des Ajoncs                                                                   | Vertou                       |         | 47° 10′ 28″ nord, 1° 31′ 10″ ouest |                |                                                                                       |      | Image manquante Téléverser                              |
| Chapelle du logis de la Ville au Blanc                                                | Vertou                       |         | 47° 10′ 57″ nord, 1° 27′ 17″ ouest |                |                                                                                       |      | Image manquante Téléverser                              |
| Chapelle de la Sainte-Famille de l'Hommetière                                         | Vieillevigne                 |         | 47° 58′ 08″ nord, 1° 25′ 31″ ouest |                |                                                                                       |      | Image manquante Téléverser                              |
| Chapelle Notre-Dame-des-Champs de Vieillevigne                                        | Vieillevigne                 |         | 47° 58′ 23″ nord, 1° 25′ 38″ ouest |                |                                                                                       |      | Chapelle Notre-Dame-des-Champs de Vieillevigne          |
| Chapelle castrale du Bois Rignoux                                                     | Vigneux-de-Bretagne          |         | 47° 20′ 13″ nord, 1° 42′ 16″ ouest |                |                                                                                       |      | Image manquante Téléverser                              |
| Chapelle Notre-Dame-du-Bon-Secours de Bon Secours                                     | Villepot                     |         | 47° 46′ 19″ nord, 1° 16′ 35″ ouest |                |                                                                                       |      | Chapelle Notre-Dame-du-Bon-Secours de Bon Secours       |
| Chapelle de la Tournerie                                                              | Vue                          |         | 47° 11′ 48″ nord, 1° 53′ 28″ ouest |                |                                                                                       |      | Image manquante Téléverser                              |